# Marthod
Marthod är en kommun i departementet Savoie i regionen Auvergne-Rhône-Alpes i sydöstra Frankrike. Kommunen ligger i kantonen Ugine som tillhör arrondissementet Albertville. År 2022 hade Marthod 1 342 invånare.

## Befolkningsutveckling
Antalet invånare i kommunen Marthod
| Referens: INSEE |